# 桜 (FUNKY MONKEY BABYSの曲)
「桜」（さくら）とは、日本のJ-POPグループFUNKY MONKEY BABYSの10枚目のシングルである。
ジャケット写真は徳井義実（チュートリアル）が起用されており、女子高生役に柳本絵美が出演している。

## 収録曲
1. 桜 (5:22)

日本テレビ系横浜国際女子駅伝の最後のテーマソング。前述のようにPVには後にミスFLASH2009グランプリに選ばれる柳本絵美も出演している。
1. 君の手の平でダンス’09 (4:22)
2. 桜（instrumental） (5:21)
3. 君の手の平でダンス’09（instrumental） (4:18)

- CD EXTRAとして、「桜」のPVを収録（FUNKY MONKEY BABYSのシングルCD本体へのPV収録は、本作が最後となった）。

## カバー
- アトリエ・ボッサ・コンシャス（2011年のアルバム『桜Bossa』に収録）
- Sindy（2011年のアルバム『歌集 -桜-』に収録）
- SPICY CHOCOLATE（2011年のアルバム『東京RAGGA LOVERS 2』に収録）
- かりゆきまい（2011年のアルバム『COVER STORY』に収録）
- BUNNY THE PARTY（2013年のアルバム『コア桜』に収録）
- 中村悠一アニメ『君に届け』